# Maleševo (okręg pomorawski)
Maleševo (cyr. Малешево) – wieś w Serbii, w okręgu pomorawskim, w gminie Rekovac. W 2011 roku liczyła 115 mieszkańców.